# Chemnitzer Turnaffäre

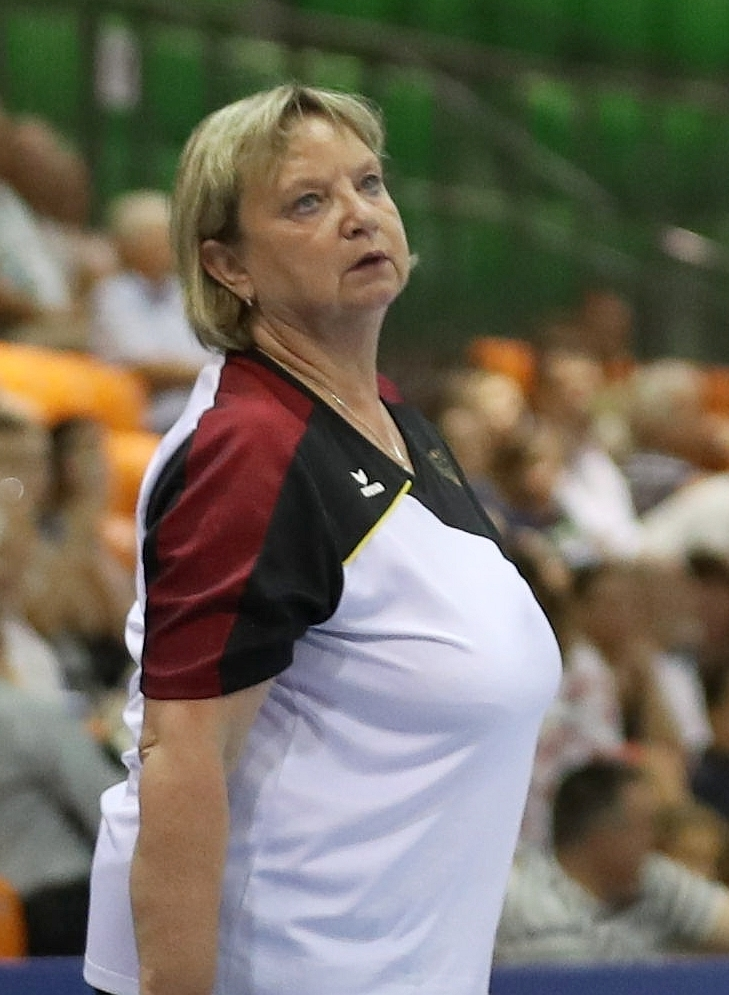
Gabriele Frehse

Als Chemnitzer Turnaffäre werden Vorwürfe gegen Trainerin Gabriele Frehse und die daraufhin folgenden öffentlichen Auseinandersetzungen um psychische Gewalt und Machtmissbrauch im Turnsport bezeichnet. Die Ermittlungen gegen Frehse und zwei Ärzte wurden 2023 eingestellt.

## Chronologie

### Vorwürfe

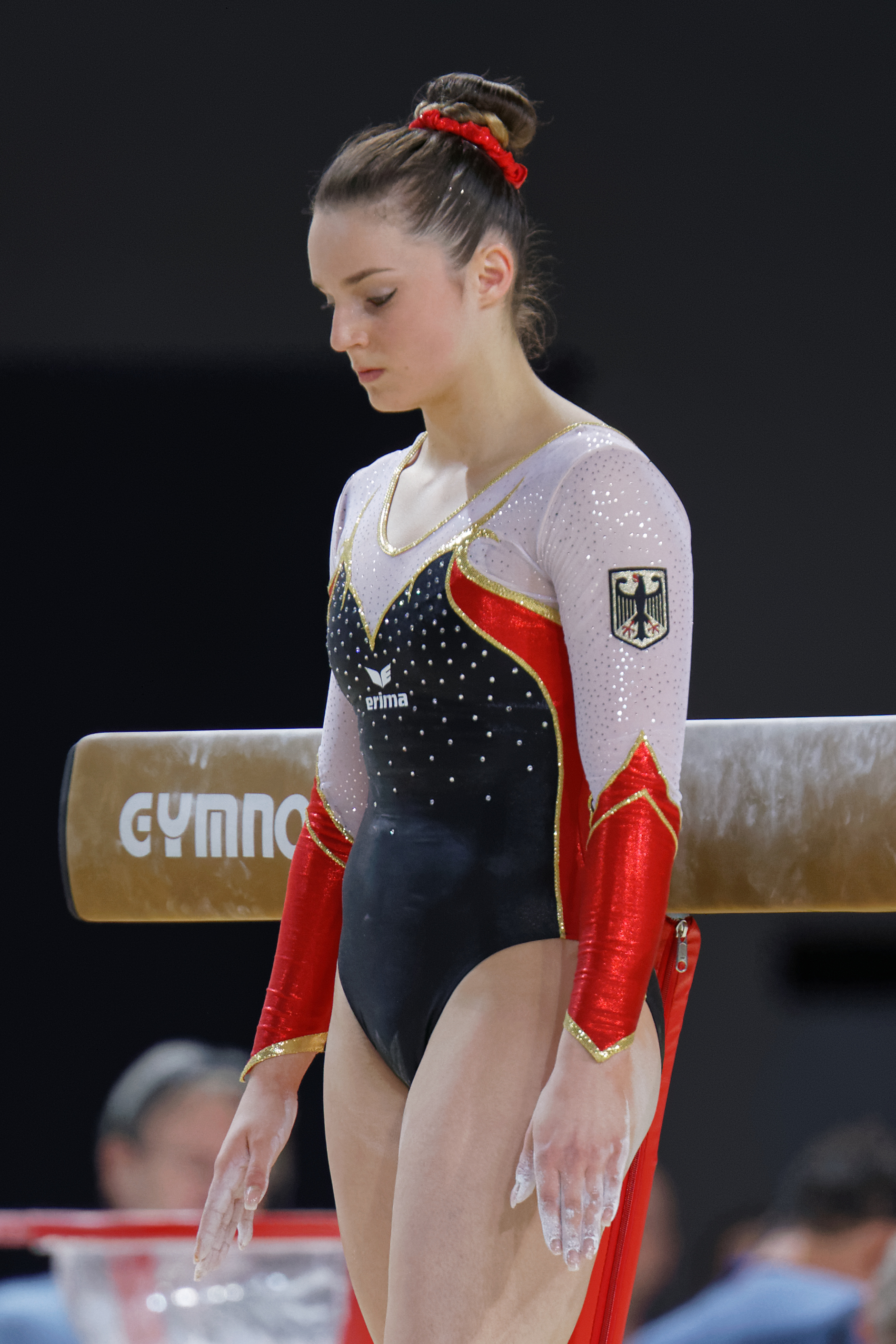
Pauline Schäfer

Im November 2020 berichteten aktive und ehemalige Leistungssportlerinnen und Trainer, darunter Pauline Schäfer und Lisa Hill, im Rahmen einer Reportage des Spiegels öffentlich über ihr mehrjähriges Training am Bundesstützpunkt des Deutschen Turner-Bundes (DTB) in Chemnitz. Sie beschuldigten Trainerin Gabriele Frehse eines abwertenden, rücksichtslosen Umgangs bzw. psychischer Gewalt und Machtmissbrauchs. Frehse soll minderjährigen Sportlerinnen zudem verschreibungspflichtige Medikamente ohne Absprache und Erlaubnis der Eltern verabreicht haben, um sie trotz Schmerzen weiter trainieren zu lassen. Nach der Veröffentlichung der Reportage bestätigten weitere Sportlerinnen die Erfahrungsberichte und gaben ebenfalls an, unter der Trainerin gelitten und unter ihr teilweise psychische Störungen in Form von selbstverletzendem Verhalten und Essstörungen entwickelt zu haben. Zwei ehemalige Sportlerinnen berichteten, am Stützpunkt Chemnitz auf Betreiben der (in der Kritik stehenden) Trainerin und eines Arztes als Minderjährige Injektionen im Rahmen der Neuraltherapie erhalten zu haben, ohne dass Eltern von dieser Behandlung wussten bzw. sie genehmigten.
Die Leitung des Olympiastützpunkts Chemnitz widersprach Teilen der Reportage des Spiegels, während sich der Bundesstützpunktleiter zunächst nicht äußerte. Sophie Scheder, eine von Frehse trainierte Sportlerin, widersprach den Vorwürfen. Frehse selbst wies die Vorwürfe als „haltlos“ zurück. Eltern von Sportlerinnen und das Trainerteam des TuS 1861 Chemnitz-Altendorf, das gemeinsam mit Frehse die Chemnitzer Sportlerinnen trainiert hatte, sprachen Frehse ebenso ihr „vollstes Vertrauen“ aus.

### Untersuchung
Der Deutsche Turner-Bund beauftragte eine Frankfurter Rechtsanwaltskanzlei mit der Erstellung eines Gutachtens. Die Untersuchungsergebnisse wurden im Januar 2021 veröffentlicht. Die Rechtsanwaltskanzlei kam zu dem Schluss, dass in 17 Fällen „tatsächliche Anhaltspunkte für die Anwendung psychischer Gewalt durch die Trainerin vorliegen“. Des Weiteren sah die Kanzlei die Vorwürfe der vermehrten Gabe von Schmerzmitteln und der einmaligen Gabe des Opioids Tilidin sowie die Vorwürfe des Trainierens trotz Schmerzen und unter Weinen für gegeben. Ein Zusammenhang zwischen gemeldeten psychischen Störungen und der Trainerin sei jedoch nicht feststellbar gewesen. Der DTB kündigte daraufhin an, die Betreuung und das Training von Kindern und Jugendlichen im Nachwuchsleistungssport zu prüfen. Zudem wurden personelle Konsequenzen gefordert.
Der TuS 1861 Chemnitz-Altendorf reagierte mit Kritik auf die Untersuchung. Der Präsident des Vereins bezeichnete die Untersuchung als „zweifelhaft“ und erklärte, der Chemnitzer Verein werde die Ergebnisse der Untersuchung nicht anerkennen. Zudem wies er die vom DTB geforderten personellen Konsequenzen zurück. Er kritisierte weiterhin den DTB dafür, dass es kein Konzept gebe, wie die Suspendierung der umstrittenen Trainerin abgefangen werden solle. In der Folge meldeten sich erneut Eltern von in Chemnitz trainierenden Turnerinnen zu Wort und hinterfragten ebenfalls die Untersuchung. Sie sprachen der Trainerin erneut ihr Vertrauen aus und forderten die Aufhebung der Suspendierung der Trainerin. Auch Sophie Scheder, die im Zuge der Untersuchung interviewt wurde, kritisierte die Untersuchung und äußerte den Vorwurf, dass es bei der Erstellung des Untersuchungsberichts nur darum gegangen sei, die Vorwürfe zu bestätigen. Zudem stimmte sie der Kritik des Präsidenten vom TuS 1861 Chemnitz-Altendorf zu, dass es kein Konzept zum Abfangen der Suspendierung der umstrittenen Trainerin gebe, obwohl sechs von 16 Turnerinnen des Olympiakaders im Verein trainieren.
Der Olympiastützpunkt Chemnitz kritisierte, dass der DTB die Einsicht in den Untersuchungsbericht verweigerte. Der DTB erklärte, dass Frehse Einsicht in den Untersuchungsbericht gewährt werden würde, wenn dies datenschutzrechtlich legitimierbar sei. Am 29. März 2021 erhielten Frehse und der Olympiastützpunkt Chemnitz Einsicht in den Untersuchungsbericht, wobei aber Teile des Inhaltes geschwärzt gewesen sein sollen.

### Folgen
Einer minderjährigen Turnerin, die irreparable körperliche Schäden durch das Training bei Frehse davongetragen haben soll und die sich einer bereits bestehenden Zivilklage per Klagenhäufung angeschlossen hatte, wurde gerichtlich untersagt, dies weiter zu behaupten. Das Landgericht Chemnitz stellte in seinem Urteil im Juni 2023 fest, dass es einen Zusammenhang zwischen dem Turntraining und den körperlichen Schäden nicht gegeben hat.
Anfang Mai 2021 kündigte der Olympiastützpunkt Sachsen das Arbeitsverhältnis mit der beschuldigten Trainerin mit einer Verdachtskündigung auf, woraufhin diese Kündigungsschutzklage vor dem Arbeitsgericht erhob. Infolge der Kündigung ihrer Trainerin und aufgrund der ungenügenden Trainersituation in Chemnitz initiierten die drei Olympiakader-Turnerinnen Emma Malewski, Sophie Scheder und Lisa Zimmermann eine Spendenaktion, um ihre Trainerin selbst finanzieren zu können. Zudem bestätigte der Präsident des TuS 1861 Chemnitz-Altendorf, dass die beschuldigte Trainerin ehrenamtlich beim Verein angestellt werde, um das Training abzusichern. Die Stadt Chemnitz erteilte Frehse daraufhin ein Hallenverbot für die Chemnitzer Trainingshallen, die sich im Besitz der Stadt befinden. In der Folge erklärte die Stadt, dass es mit Hilfe der Ethikkommission des Deutschen Olympischen Sportbundes ein Mediationsverfahren zwischen den beteiligten Parteien geben soll. Zudem wurde bekannt, dass der DTB für die Olympiavorbereitung die Nachwuchsbundestrainerin Claudia Schunk nach Chemnitz entsendet.
Am 1. Oktober 2021 entschied das Arbeitsgericht Chemnitz, dass die Verdachtskündigung unwirksam ist und verwies dabei auf „handwerkliche Fehler“ bei der Kündigung. In Folge des Urteils hob die Stadt Chemnitz zum 11. Oktober 2021 das Hallenverbot für Gabriele Frehse auf. Obwohl der Deutsche Turner-Bund dem Olympiastützpunkt Sachsen empfahl, „gegen dieses erstinstanzliche Urteil Berufung einzulegen und die bestehenden juristischen Mittel auszuschöpfen“, entschied der Vorstand des Olympiastützpunktes, dass man nicht in Berufung gehen und dem Urteil des Gerichtes entsprechen werde.
Im März 2023 stellte die Staatsanwaltschaft die Ermittlungen wegen fahrlässiger Körperverletzung ein.